# SORA! -フライトアテンダント物語-
『SORA!－フライトアテンダント物語－』（そら フライトアテンダントものがたり）は、原作・矢島正雄、漫画・引野真二による漫画。小学館の漫画雑誌『ビッグコミック』2005年18号（9月25日号）から2007年9号（5月10日号）まで連載された。単行本は全5巻が小学館ビッグコミックスから刊行されている。

## 概要
架空の新規参入・格安航空会社であるスカイドリーム航空で働くフライトアテンダント（客室乗務員）、星野天海の仕事振りや乗客・同僚の人間ドラマを中心に描いた作品である。作品の舞台を前作の空港から航空会社へ移しているが、本作で繰り広げられるドラマの方向性や作風は前作『ビッグウイング』を踏襲している。

## 主な登場人物
星野天海（ほしの そら）
スカイドリーム航空のフライトアテンダント（客室乗務員）。高卒で最大手の航空会社に就職するも、ある事情で今の航空会社に移籍した。性格は明るく、仕事もできるが、感動して涙することが多いことから別名「泣き虫SORA」と呼ばれている。普段は先輩や一部後輩、常連客などから「SORAちゃん」と呼ばれることが多い。母親は、見知らぬ土地で天海を産んだ後、病院で亡くなっている。
星野大地（ほしの だいち）
星野天海の父親で民俗学者。日本各地を旅して、あらゆる地域の産業や農業、人々の暮らしなどを研究し、講演などを行っている。一か所に2年以上留まることはない。
西田（にしだ）
スカイドリーム航空の社長。社員同士、互いの顔が分かる範囲が理想的な会社の規模と考えている。天海の仕事振りに一定の評価をしている。
前田ゆき（まえだ ゆき）
天海の後輩フライトアテンダント。
紺野まり（こんの まり）
スカイドリーム航空のチーフアテンダント。乗務歴30年を超える超ベテランで、航空業界で伝説のゴッド・マザーと呼ばれている。
藤江京子（ふじえ きょうこ）
青森でりんご農園を営んでいる。天海を小学生の頃1年間世話していたことから、天海は「青森のお母さん」と呼んでいる。
キャプテン（氏名不明）
天海らがよく訪れるレストラン&スナック「コックピット」のマスター。元機長で総飛行時間1万8000時間のベテランで名パイロットとして知られていた。
ドナルド
スカイドリーム航空の外国人機長。天海のことを「一番信頼できるフライトアテンダント」と評している。

## 補足
- 天海が勤務するスカイドリーム航空は、スカイマークをモデルとしており、同社が取材協力をしていることがクレジットされている。羽田空港第1旅客ターミナルを使用して沖縄那覇への深夜便運行や、羽田から青森への路線が登場するなど、かつてのスカイマークが取り組んできた事柄を舞台としている話も多い。
- 羽田空港での描写では、時おり前作『ビッグウイング』主人公の吉川久美子に似たグランドアテンダント（案内係）が登場するコマがある。